# Памятник Узеиру Гаджибекову (Баку)
Памятник Узеиру Гаджибекову — памятник, установленный перед зданием государственной консерватории в Баку.

## История
Памятник был установлен на нанешней ул. Шамси Бадалбейли в 1960 году в Баку перед зданием Азербайджанской государственной консерватории. С 1939 года по 1948 год Узеир Гаджибеков был ректором консерватории. После смерти композитора консерватория была названа в честь Гаджибекова. Автором скульптуры стал Токай Мамедов, а архитектором Г. Мухтаров.
Памятник был сделан из бронзы и высота составляет 2,9 метра.
В 2014 году статуя была отреставрирована.